# Liste von Kunstwerken im öffentlichen Raum in Hünxe
Die Liste von Kunstwerken im öffentlichen Raum in Hünxe gibt einen Überblick über Kunst im öffentlichen Raum, unter anderem Skulpturen, Plastiken, Landmarken und andere Kunstwerke in Hünxe, Kreis Wesel. Es besteht kein Anspruch auf Vollständigkeit.

## Kunstwerke in Hünxe
| Bezeichnung   | Standort                    | Koordinate                      | errichtet | Künstler | Anmerkungen | Bild |
| ------------- | --------------------------- | ------------------------------- | --------- | -------- | --- | ---- |
| Dorfbrunnen   | Hünxe Markt                 | 51° 38′ 31,9″ N, 6° 45′ 58,4″ O | 1980      |          | Säule mit Bronzefigur, Brunnen hat 6 Krähne, darüber Motive die einen Ortsteil repräsentieren |      |
| Froschbrunnen | Hünxe-Krudenburg Brückenweg | 51° 39′ 2,1″ N, 6° 45′ 27,2″ O  | 1979      |          | Dorfbrunnen mit Springbrunnen und Frosch als Wahrzeichen des Ortes. Der Frosch stellt eigentlich eine Krude (Kröte) dar. Auf deren Sockel befindet sich eine Tafel mit Hochwasserständen der Lippe. |      |
| Kunst im Wald |                             |                                 |           |          | |      |
| Kunst im Wald |                             |                                 |           |          | |      |
| Kunst im Wald |                             |                                 |           |          | |      |
| Wandbild      |                             |                                 |           |          | |      |